# Hôtel de préfecture du Val-d'Oise
L'hôtel de préfecture du Val-d'Oise est un bâtiment édifié à la fin des années 1960 dans la ville nouvelle de Cergy-Pontoise pour accueillir les services préfectoraux du Val-d'Oise, l'un des départements qui viennent alors d'être créés en Île-de-France.
Cas unique en France, il est situé sur le territoire de la commune de Cergy tout comme l'hôtel de département, alors que le chef-lieu du département est de jure la commune limitrophe de Pontoise (ce fut le cas également pour Mayotte jusqu'en 2023).

## Histoire
La construction de cet édifice fait suite à la création du département du Val-d'Oise, dans le cadre de la réorganisation de la région parisienne. Promulguée en 1964, cette création ne devient effective que le 1er janvier 1968 ; durant l'intervalle, un préfet délégué est nommé en la personne d'André Chadeau.

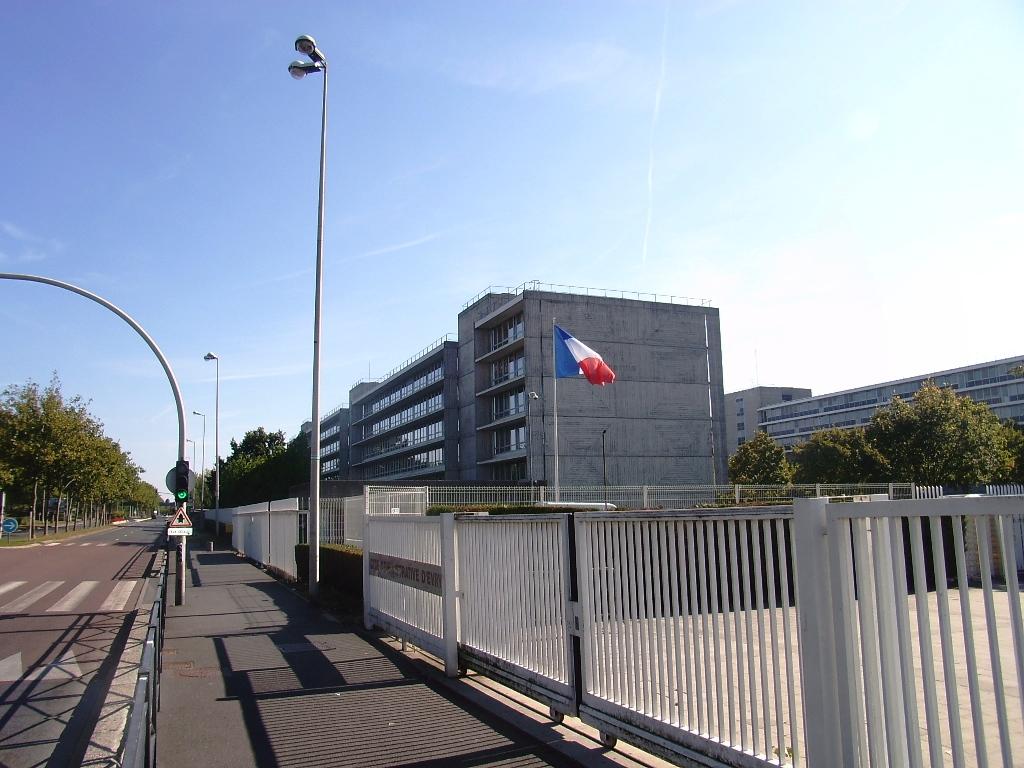
Cité administrative de l'Essonne (Évry-Courcouronnes), aussi hôtel de département et palais de justice
Hôtel de préfecture des Hauts-de-Seine (Nanterre)
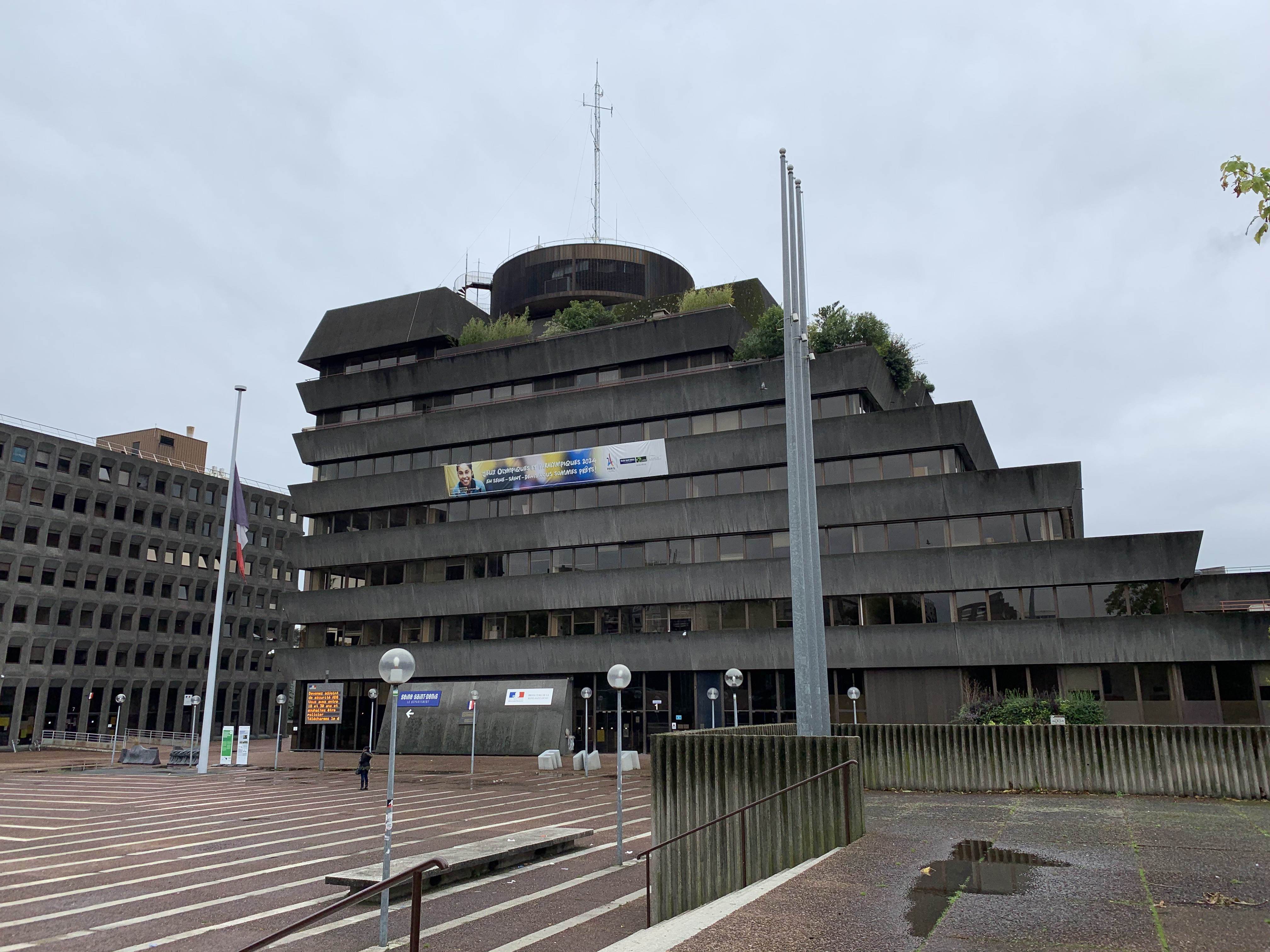
Hôtel de préfecture de Seine-Saint-Denis (Bobigny)
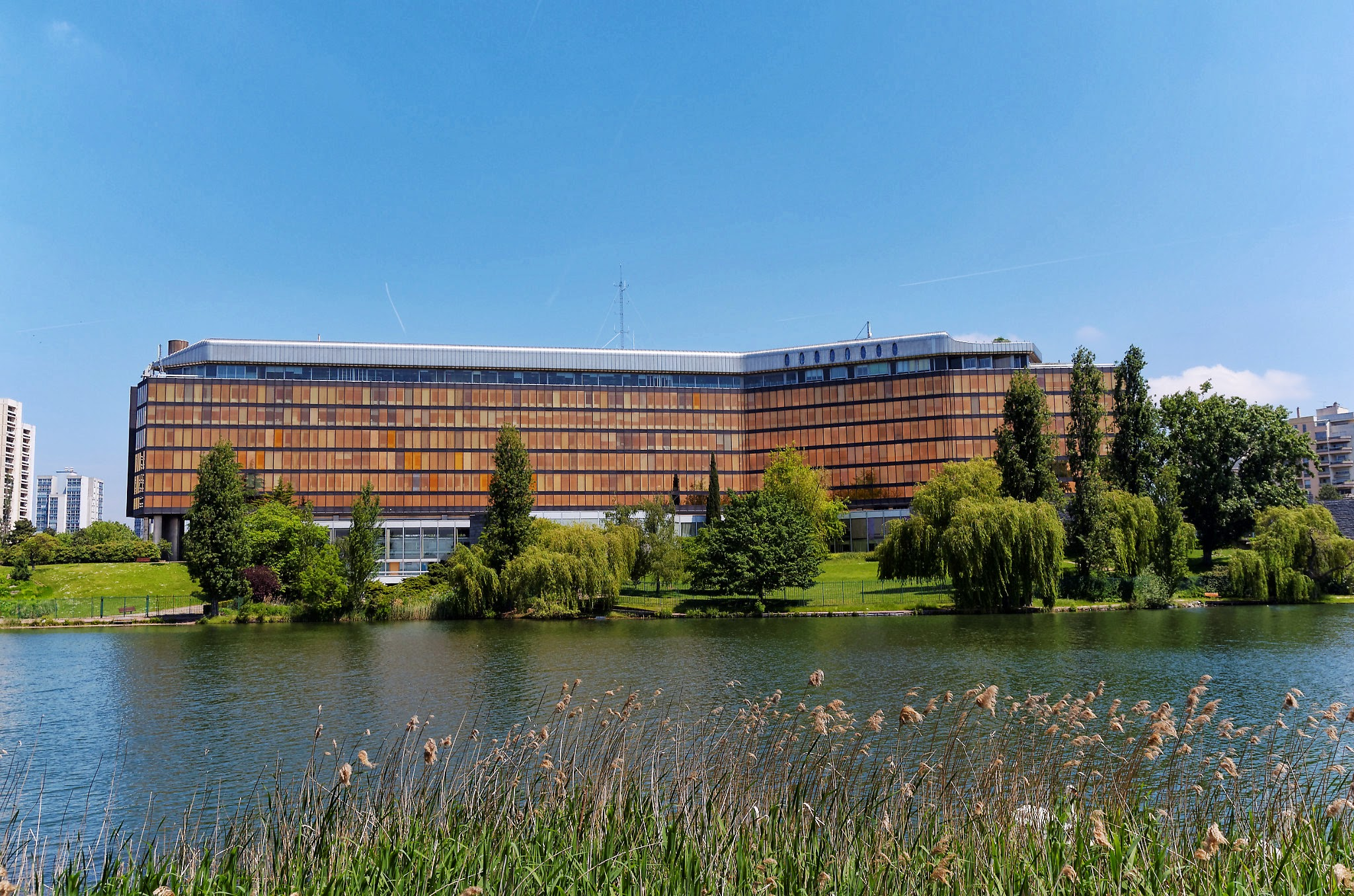
Hôtel de préfecture du Val-de-Marne (Créteil)

Dans un premier temps, ses services préfectoraux occupent des préfabriqués à Pontoise (commune choisie comme chef-lieu du département en 1965), sur un terrain que le conseil général de Seine-et-Oise a acheté pour y construire une école normale d'instituteurs.
Pour remplacer ces locaux provisoires, Paul Delouvrier, alors délégué général au district de la région de Paris, se voit proposer plusieurs édifices par Adolphe Chauvin, sénateur de Seine-et-Oise et maire de Pontoise, parmi lesquels l'abbaye de Maubuisson à Saint-Ouen-l'Aumône, et le château de Marcouville (d) dans la vieille-ville de Pontoise,,.

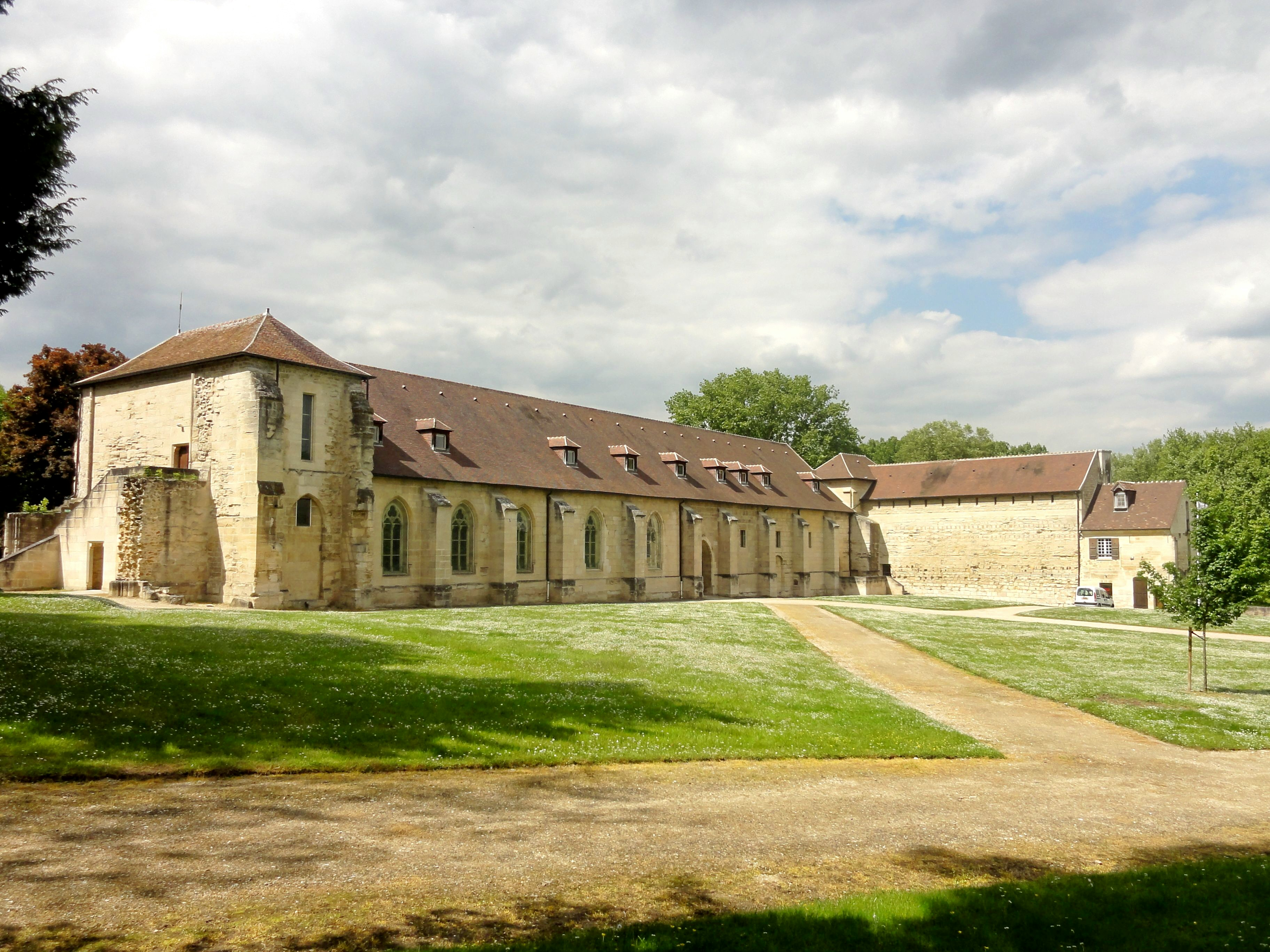
Abbaye de Maubuisson, à Saint-Ouen-l'Aumône.
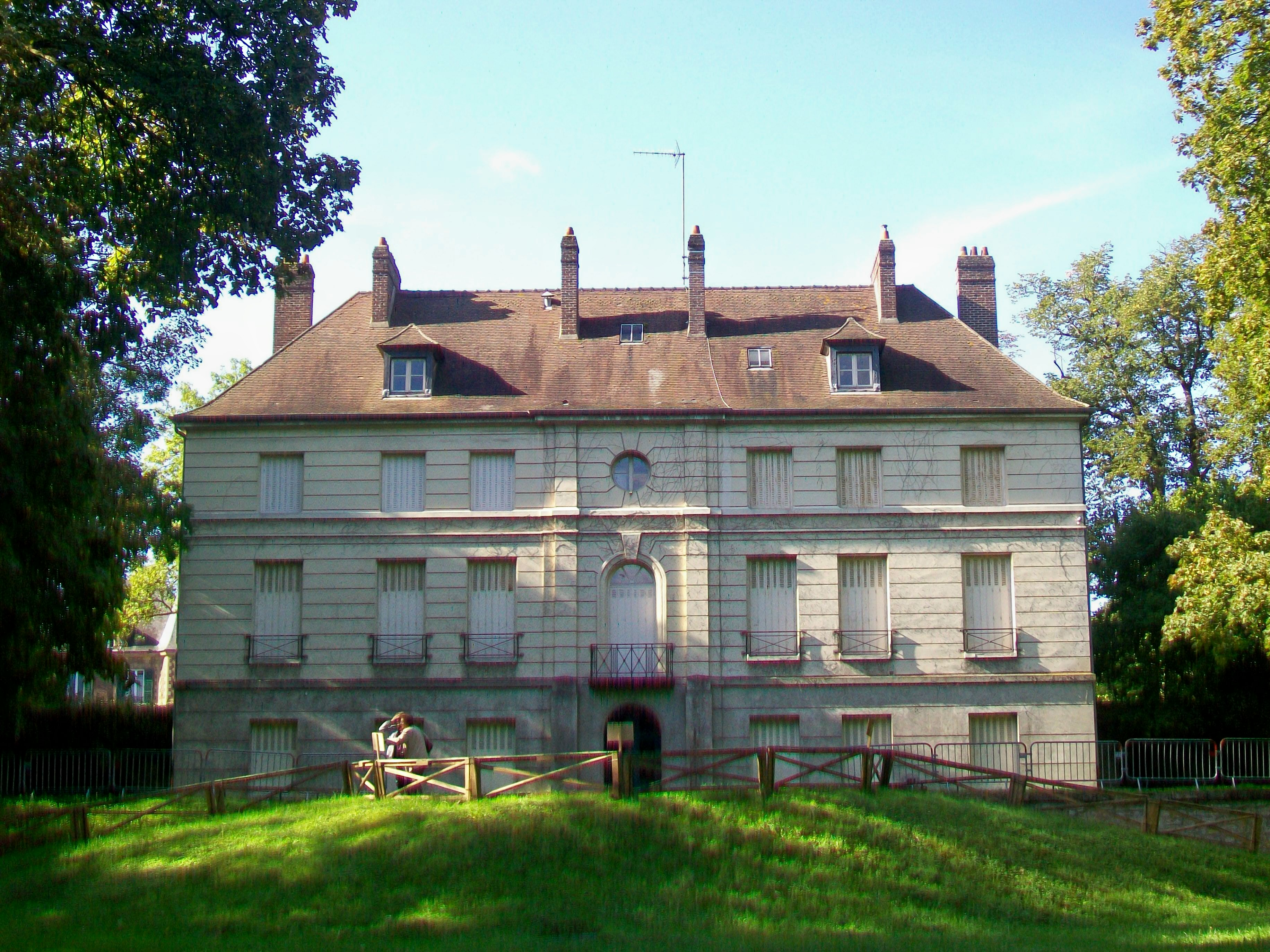
Château de Marcouville, à Pontoise.

- P : préfecture
- C : château de Marcouville
- A : abbaye de Maubuisson

Delouvrier, qui n'est pas satisfait de ces propositions, décide de bâtir un nouvel édifice, dont il définit l'emplacement au cours d'une reconnaissance par hélicoptère. Il choisit un site occupé par des champs de betteraves, dans une boucle de l'Oise, à égale distance de la vieille-ville de Pontoise et du village de Cergy. Ce choix, acte fondateur transcrivant territorialement un projet politique, résulte d'une vision audacieuse consistant à bâtir d'abord la préfecture afin que le reste suive, commerces, services, logements. La construction de la préfecture est ainsi le premier chantier de la ville nouvelle de Cergy-Pontoise.
La préfecture est bâtie sur les plans de l'architecte Henry Bernard (assisté de Robert Decosse et Pierre Mougin), et décoré par Joseph-André Motte, avec des sculptures de François Stahly.
Bernard présente les études préliminaires au préfet Chadeau en novembre 1965. Mais, à partir du 29 mars 1967, les agriculteurs de Cergy occupent le terrain destiné à la préfecture afin d'empêcher sa construction, car ils refusent d'être expropriés de leurs terres pour laisser la place à la ville nouvelle. Ils sont évacués le 14 juillet 1967 pour permettre le début des travaux. Mais devant l'échec des négociations sur le montant des indemnisations, ils réitèrent leur action en mars 1969 en interrompant le chantier, entraînant l'intervention des CRS,. Le bâtiment est finalement inauguré le 2 juillet 1970 par le ministre de l'Intérieur de l'époque, Raymond Marcellin (une plaque commémore cette inauguration).

L'hôtel de préfecture donne ensuite son nom au quartier qui se construit autour de lui, Cergy-Préfecture (devenu Cergy-Grand Centre en 2004), ainsi qu'à la gare de Cergy-Préfecture, ouverte en 1979.

## Parc
Le parc de la préfecture est créé en 1973 par le paysagiste Allain Provost. Il reçoit par la suite le nom de François Mitterrand, ancien président de la République française, et bénéficie d'une rénovation entre août 2012 et septembre 2013.

Parc de la préfecture
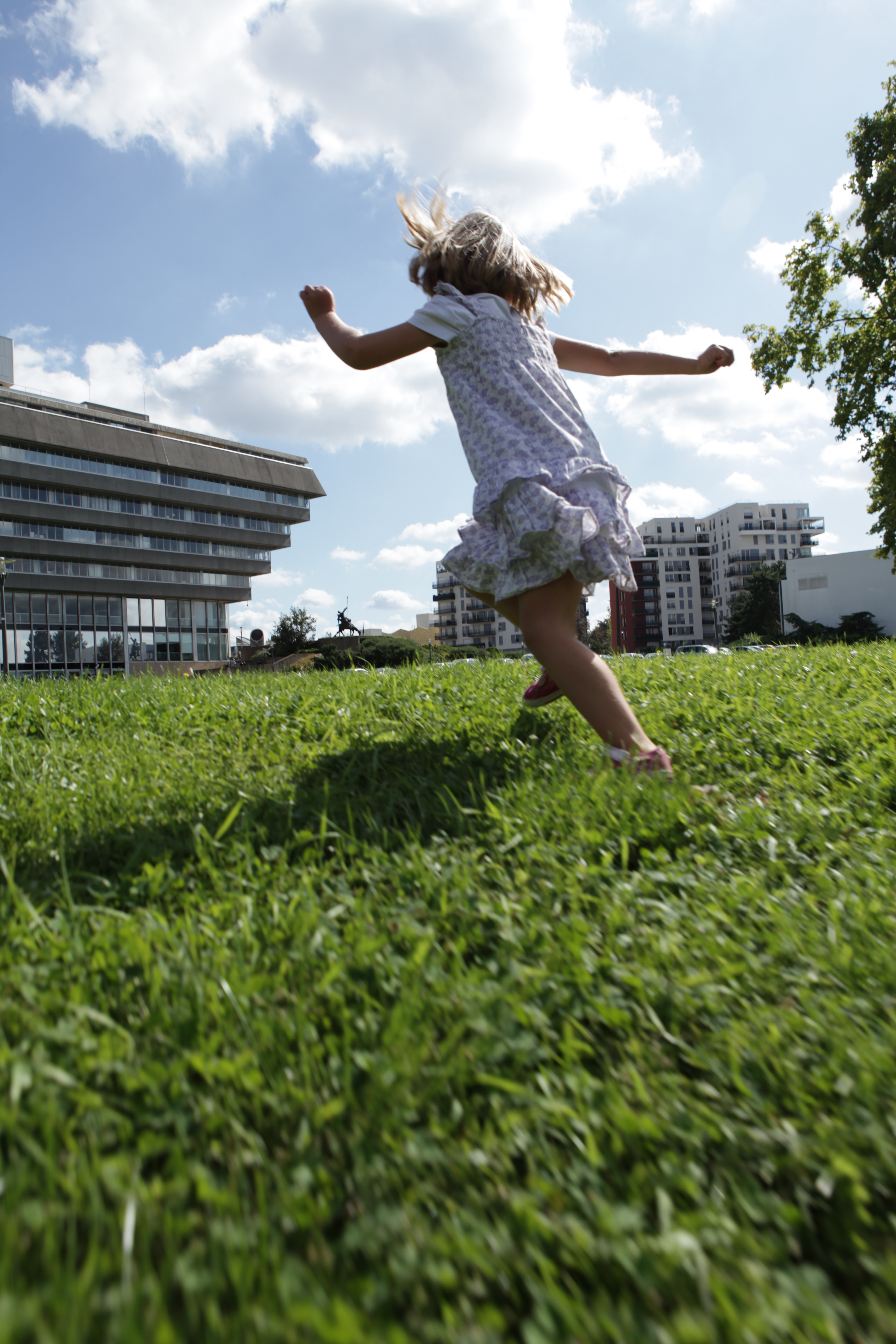
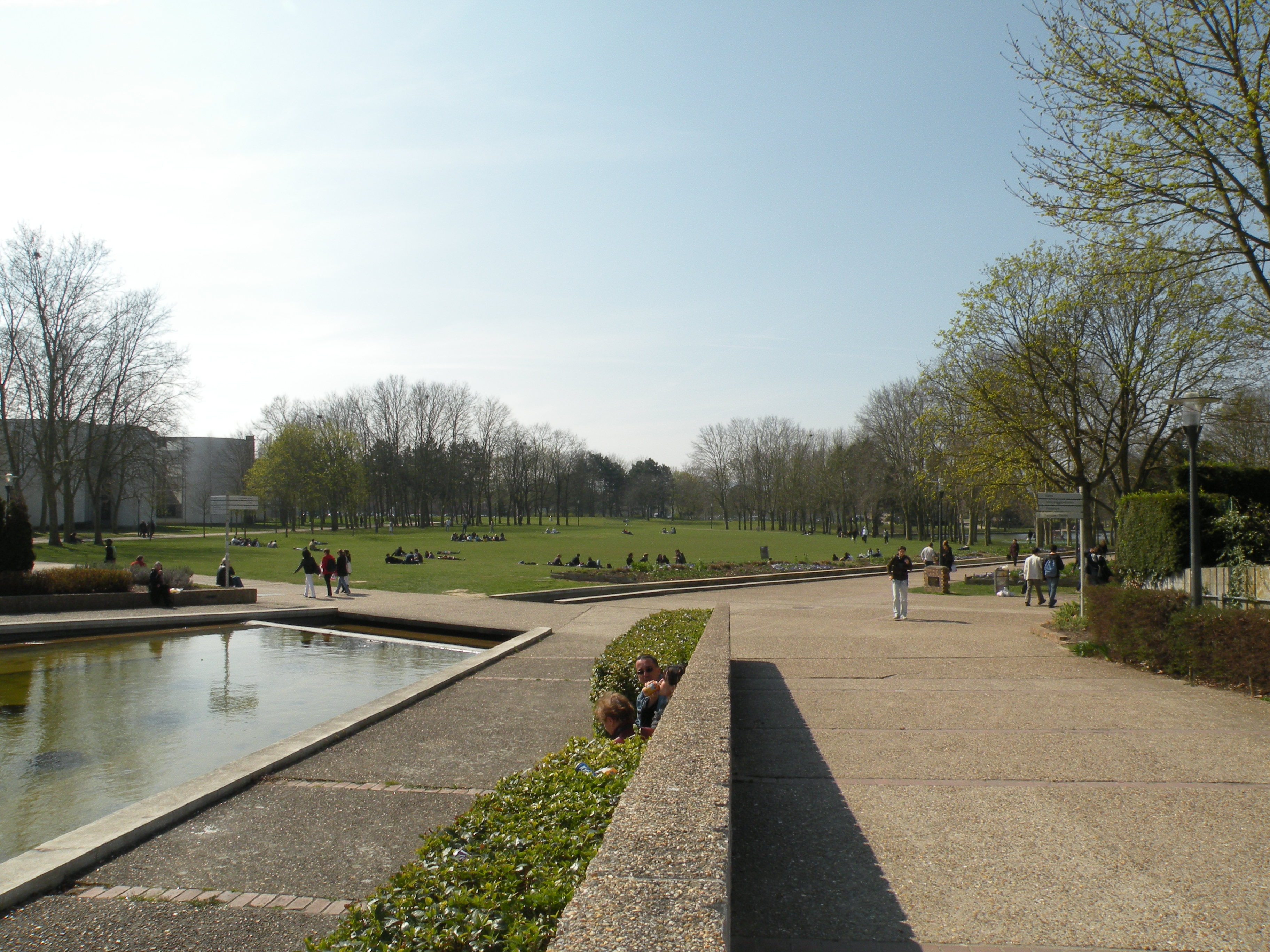

## Architecture

### Description
Le bâtiment utilise l'encorbellement de manière à former une pyramide renversée, le tout posé sur un socle vitré. L'ensemble mesure 20 mètres de haut, sur six étages, et occupe au sol un carré de 60 mètres de côté, pour un total de 27 600 m2 de plancher. Fait de béton précontraint, d'aspect poli, ses fenêtres ont un châssis d'aluminium.

### Critique
Le motif de la pyramide inversée est semblable à l'hôtel de ville de Boston,,,, quoique la référence ne semble pas revendiquée par l'architecte.
Le travail de l'architecte Henry Bernard répond à la demande d'un « témoignage d'architecture contemporaine » formulée par le ministère de la Culture (dirigé à l'époque par André Malraux), chargé de la maîtrise d'ouvrage.
Bernard résume en ces termes sa volonté de l'ouvrir sur l'extérieur : « plutôt que de faire la préfecture au fond d'une place, j'ai tenté de faire une place au milieu de la préfecture » ; il souhaite en faire une « maison de verre », qui est « transparente et accessible en permanence ».
Pourtant, Ionel Schein commente ainsi son œuvre dans Paris construit : « L'ensemble des préfectures construites ou actuellement en construction gardent, toutes, une fidélité, un attachement à la notion napoléonienne de représentativité et de « gardiennage » de l'ordre public assumée par le haut fonctionnaire, maître des lieux. Faire une préfecture en forme de pyramide posée sur sa pointe, est-ce une prouesse idéologique ? Est-ce un renversement des valeurs ? Non, pas ici : bien au contraire. L'architecture est ici contemporaine du temps historique de sa construction. Toute autre interprétation est vaine. ». D'autres auteurs soulignent la parenté de la forme pyramidale avec les pyramides d'Égypte et le pouvoir pharaonique. Et même si la référence n'est probablement pas délibérée, il reste la volonté d'imposer une forme clairement identifiable. D'autres enfin, voient dans le travail de Bernard un « style pompier » et une « architecture-cendrier » en référence à la forme de l'édifice.
Quoi qu'il en soit, l'architecture du bâtiment, diversement reçue, n'a pas vraiment permis de rassembler les habitants, la ville se développant autour de plusieurs pôles sur des modèles urbains distincts.
Lors de la Biennale d'architecture de Venise en 2012, Rem Koolhaas présente la préfecture parmi d'autres bâtiments publics d'Europe, dans son exposition intitulée Public Works: Architecture by Civil Servants.

## Œuvres d'art
Plusieurs œuvres d'art entourent la préfecture :
|   | Titre               | Auteur         | Localisation            | Notes | Installation | Coordonnées géographiques   | Photo                               |
| - | ------------------- | -------------- | ----------------------- | --- | ------------ | --------------------------- | ----------------------------------- |
| 1 | Le Retour du marché | Joseph Erhardy | Parvis de la préfecture | | 1980         | 49° 02′ 08″ N, 2° 04′ 40″ E | Joseph Erhardy, Le Retour du marché |
| 2 | Don Quichotte       | Charles Gir    | Parc de la préfecture   | Statue en bronze de Don Quichotte, sculptée dans les années 1930 pour Alphonse XIII, roi d'Espagne, utilisée à Cergy comme une allégorie de l'« utopie réalisée » qu'est la ville nouvelle,, en raison du personnage éponyme de Cervantes. L'original en plâtre se trouve dans le village voisin du Perchay. | 1978         | 49° 02′ 05″ N, 2° 04′ 40″ E | Charles Gir, Don Quichotte          |
| 3 | Monument aux morts  | E. Stephens    | Parc de la préfecture   | Monument aux morts de la Seconde Guerre mondiale représentant une flamme en gré rose. | 1978         | 49° 02′ 06″ N, 2° 04′ 38″ E | E. Stephens, Monument aux morts     |

## Tournages
Plusieurs tournages ont eu lieu sur le site de la préfecture.
Ainsi Éric Rohmer, qui qualifie la préfecture de « chose à l'envers », tourne L'Ami de mon amie en 1987 dans le quartier ; le film s'ouvre sur le parvis du bâtiment.
Dans le film I… comme Icare, réalisé par Henri Verneuil en 1979, la préfecture tient lieu de palais du gouvernement pour l'État fictif dans lequel se déroule l'action,,.
En septembre 2015, pour son documentaire Je ne sais pas si c'est tout le monde, le chanteur Vincent Delerm filme plusieurs scènes à Cergy, notamment sur le parvis de la préfecture et dans le parc François-Mitterrand. En 2016, le parvis de la préfecture est l'un des deux décors apparaissant dans le clip de Twins Phoenix reprenant la chanson Je suis un homme de Zazie,.